# Зграда Прометне банке
Зграда Прометне банке се налази у Београду, на углу Кнез Михаилове и Змај Јовине, представља непокретно културно добро као  споменик културе.
Зграда је подигнута за потребе Прометне банке, основане 1896. године. Подигнута је од 1912. до 1914. године, по пројекту архитекте Данила Владисављевића и инжењера Милоша Савчића, који је уједно био и председник Управног одбора банке.
Зграда је у приземљу имала трговачке радње, што је одговарало карактеру трговачке Кнез Михаилове улице, на првом спрату су биле просторије Прометне банке, а на другом Осигуравајућег друштва „Србија“.
По својим архитектонским особеностима зграда Прометне банке припада стилу сецесије. Конструктивни систем је класичан, у грађењу су коришћени челик и бетон, уз већ традиционалну употребу опеке, а зидна платна су носећи елементи. Угаони положај зграде акцентован је великом куполом и скулптурама над кровним венцем. Ентеријер је био решен репрезентативно, а као посебност су се истицали осликани прозори вестибила са алегоричном представом Србије под чијим окриљем су се налазиле трговина, индустрија, техника и пољопривреда. У згради завршеној 1914. године Прометна банка се налазила све до свог гашења, 1949. године.
Зграду је зидао један од водећих српских грађевинара тога времена, Карло Кнол.